# Trude Marstein
Trude Marstein, née le 18 avril 1973 à Tønsberg, est une écrivaine et traductrice norvégienne.
Elle est la mère du rappeur norvégien Jo Almaas Marstein, connu sous le pseudonyme Marstein. 

## Biographie
Elle obtient le prix Dobloug en 2005.

## Œuvres traduites en français
- Faire le bien [« Gjøre godt »], trad. de Jean-Baptiste Coursaud, Paris, Éditions Stock, coll. « Cabinet Cosmopolite », 2010, 562 p.  (ISBN 978-2-234-06173-6)